# جزایر گیلبرت و الیس
جزایر گیلبرت و الیس (به انگلیسی: Gilbert and Ellice Islands) یک تحت‌الحمایه و مستعمره بریتانیا در اقیانوس آرام بود.